# 肖柏

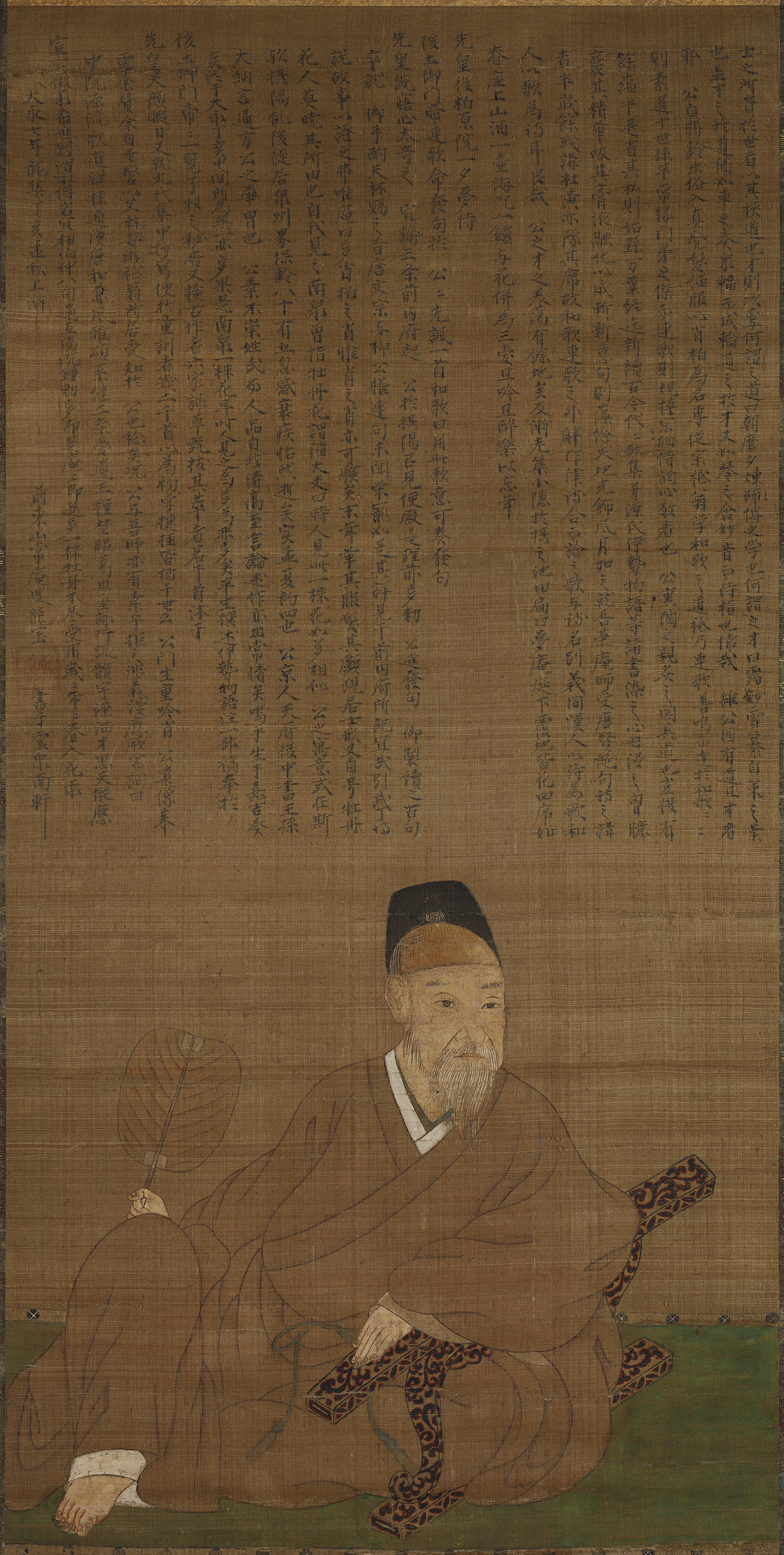
牡丹花肖柏像（東京国立博物館蔵、重要文化財）

肖柏（しょうはく、嘉吉3年（1443年） - 大永7年4月4日（1527年5月4日））は、室町時代中期の連歌師、歌人。准大臣中院通淳の子。号は、夢庵・牡丹花（ぼたんげ）・弄花軒（ろうかけん）など。

## 来歴・人物
宗祇から伝授された「古今和歌集」、「源氏物語」の秘伝を、池田領主池田一門や、晩年移住した堺の人たちに伝え、堺では古今伝授の一流派である堺伝授および奈良伝授の祖となった。早くに出家して正宗龍統に禅を学び、また和歌を飛鳥井宗雅、連歌を宗祇に学んだ。30歳頃から後土御門天皇の内裏歌合に参加している。
16世紀、永正の初期に摂津国池田を訪れ、大広寺後園の泉福院に来棲し、これを「夢庵」と称し、次の句を詠んでいる。
「呉服の里」とは、中世の池田地方に呉庭荘という荘園があったことに拠り、現在も町名や呉服神社に名を残している。「夢庵」の肖柏は以後、自らを「弄花」と号し、連歌を詠んだ。同地の国人領主池田充正の次代の正棟が肖柏を庇護し、これを通じて連歌に親しみ、池田一門の連歌流行をもたらしたため、「連歌の達人」と呼ばれた。こうして後世になって大広寺苑内には、肖柏の遺跡が残されることとなった。
その後度々上洛したが、永正15年（1518年）和泉国堺に移り、その地の紅谷庵に住み没した。
「古今和歌集古聞」・「源氏物語聞書」など講釈の聞書をもとにした注釈書が多い。連歌師としては、宗祇、宗長と詠んだ「水無瀬三吟百韻」「湯山三吟百韻」などが伝わっている。歌集・句集に「春夢草」がある。
孫に江戸時代前期の医師および狂歌師、俳人および歌人の半井卜養がいる。